# Грюссенайм
Грюссенайм (фр. Grussenheim, нем. Grüssenheim) — коммуна на северо-востоке Франции в регионе Гранд-Эст (бывший Эльзас — Шампань — Арденны — Лотарингия), департамент Верхний Рейн, округ Кольмар — Рибовилле, кантон Кольмар-2. До марта 2015 года коммуна административно входила в состав упразднённого кантона Андольсайм округа Кольмар.
Площадь коммуны — 7,53 км², население — 835 человек (2006) с тенденцией к стабилизации: 788 человек (2012), плотность населения — 104,7 чел/км².

## Население
Численность населения коммуны в 2011 году составляла 794 человека, а в 2012 году — 788 человек.
| 1962 | 1968 | 1975 | 1982 | 1990 | 1999 | 2005 | 2006 | 2010 | 2011 | 2012 |
| ---- | ---- | ---- | ---- | ---- | ---- | ---- | ---- | ---- | ---- | ---- |
| 645  | 618  | 638  | 628  | 714  | 768  | 823  | 835  | 805  | 794  | 788  |

Динамика населения:

## Экономика
В 2010 году из 553 человек трудоспособного возраста (от 15 до 64 лет) 454 были экономически активными, 99 — неактивными (показатель активности 82,1 %, в 1999 году — 76,2 %). Из 454 активных трудоспособных жителей работали 433 человека (231 мужчина и 202 женщины), 21 числились безработными (11 мужчин и 10 женщин). Среди 99 трудоспособных неактивных граждан 34 были учениками либо студентами, 44 — пенсионерами, а ещё 21 — были неактивны в силу других причин.
На протяжении 2011 года в коммуне числилось 304 облагаемых налогом домохозяйства, в которых проживало 793 человека. При этом медиана доходов составила 22171 евро на одного налогоплательщика.

## Достопримечательности (фотогалерея)
- Колокольня